# Kolorowy dom
Kolorowy dom (ang. The Hughleys, 1998–2002) – amerykański serial komediowy stworzony przez D.L. Hughleya i Matta Wickline’a. Wyprodukowany przez The Greenblatt/Janollari Studio i Fox Television Studios. Serial oparty na doświadczeniach i prawdziwym życiu D.L. Hughleya.
Światowa premiera serialu odbyła się 22 września 1998 roku na kanale ABC, gdzie był emitowany do 28 kwietnia 2000 roku. Od 11 września 2000 roku do 20 maja 2002 roku serial nadawany był przez kanał UPN. W Polsce serial nadawany był dawniej na kanale TV4.

## Opis fabuły
Serial opowiada o rodzinie Hughleyów, która przeprowadziła się na przedmieścia.

## Obsada

### Główni
- D.L. Hughley jako Daryl Hughley
- Elise Neal jako Yvonne Hughley
- Ashley Monique Clark jako Sydney Hughley
- Dee Jay Daniels jako Michael Hughley
- Eric Allan Kramer jako Dave Rogers
- Marietta DePrima jako Sally Rogers

### Pozostali
- Marla Gibbs jako Hattie Mae Hughley
- Ellis Williams jako Henry Hughley
- Patricia Belcher jako Jessie Mae
- Virginia Capers jako M'Dear
- Miguel A. Núñez Jr. jako JoJo
- Sherman Hemsley jako James Williams
- Telma Hopkins jako Paulette Williams
- Adele Givens jako Shari